# HeForShe
HeForShe (укр. «Він за Неї») або Рух солідарності за гендерну рівність від ООН Жінки (англ. UN Women Solidarity Movement for Gender Equality) — міжнародна профем кампанія із досягнення гендерної рівності та захисту прав жінок. Кампанія діє методом залучення хлопців і чоловіків як агентів змін, які борються проти негативних наслідків гендерної нерівності, якої зазнають дівчата та жінки.
Кампанія заснована на ідеї, що гендерна рівність - це справа усіх людей, усіх статей, що є революційним, оскільки раніше боротьба за права жінок була «боротьбою жінок для жінок», а також на ідеї того, що зміни неможливі, якщо над ними працює тільки одна половина населення — жіноча. На сайті «HeForShe» міститься інструкція щодо дій для досягнення цілей кампанії як для дочірніх організацій ООН та інших організацій, так і для окремих людей. З моменту запуску руху Генеральним секретарем ООН Пан Гі Муном і амбасадоркою доброї волі Еммою Вотсон 20 вересня 2014 року до нього приєдналися глави держав, провідні вчені, керівники глобальних корпорацій, спортсмени та митці, що поділяють філософію гендерної рівності.
В Україні рух «HeForShe» стартував у березні 2018 року та реалізується за фінансової підтримки уряду Швеції.

## Основні факти
Основними проблемами, яким приділяє увагу кампанія, є:
1. Менші можливості в жінок щодо отримання освіти, ніж у чоловіків,
2. Менші можливості в жінок щодо отримання якісної медичної допомоги, ніж у чоловіків,
3. Зневажливе ставлення до жінок, соціальні обмеження та стереотипи щодо них,
4. Менші можливості в жінок щодо отримання роботи та менша винагорода за працю, ніж у чоловіків,
5. Насильство та агресивне ставлення до жінок,
6. Менші можливості в жінок щодо участі в політичному житті країни, ніж в чоловіків.

В Україні проблеми 1 та 2 майже відсутні, а проблеми 4 та 5 є найгострішими. Станом на січень 2019, лише трохи понад 1400 осіб з України підписалися в тому, що розділяють цілі кампанії. Це низький показник порівняно з іншими країнами, особливо з європейськими.
На головній сторінці офіційного сайту «HeForShe» є мапа, яка показує для кожної країни частку чоловічого населення, яке підписалося в тому, що вони розділяють цілі кампанії. Станом на березень 2018, таких чоловіків було більше 1.3 млрд, багато з яких зробили конкретні кроки для досягнення гендерної рівності в своїх країнах, а як країни-лідерки в цій кампанії були вказані Руанда, США, Камерун, Мексика та ДР Конго. За словами голови «HeForShe» Елізабет Нямаяро, за перші три дні під ініціативою підписалося 100 тис. осіб, а за тиждень підписався хоча б один чоловік в кожній країні світу. Багато світових лідерів, високопосадовців та знаменитостей висловились на підтримку кампанії.
Акторка та феміністка Емма Вотсон бере найактивнішу участь в кампанії, пропагуючи її у медіа. Вона виголосила промову на спеціальному заході із започаткування кампанії у Штаб-квартирі ООН 20 вересня 2014, відеозапис якої набрав мільйони переглядів за дуже короткий час.

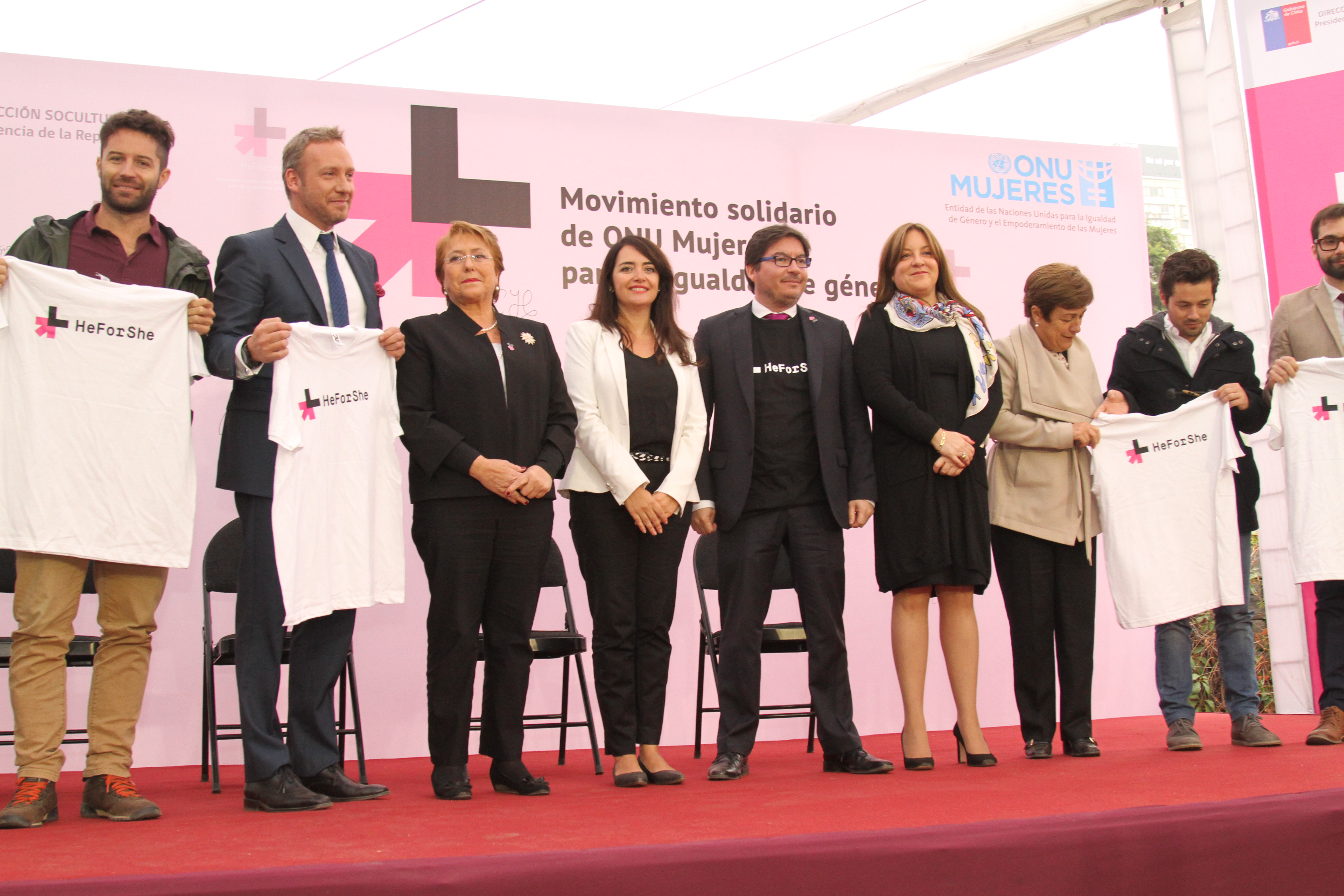
Високопосадов(и)ці Чилі та місцеві знаменитості у футболках на підтримку кампанії
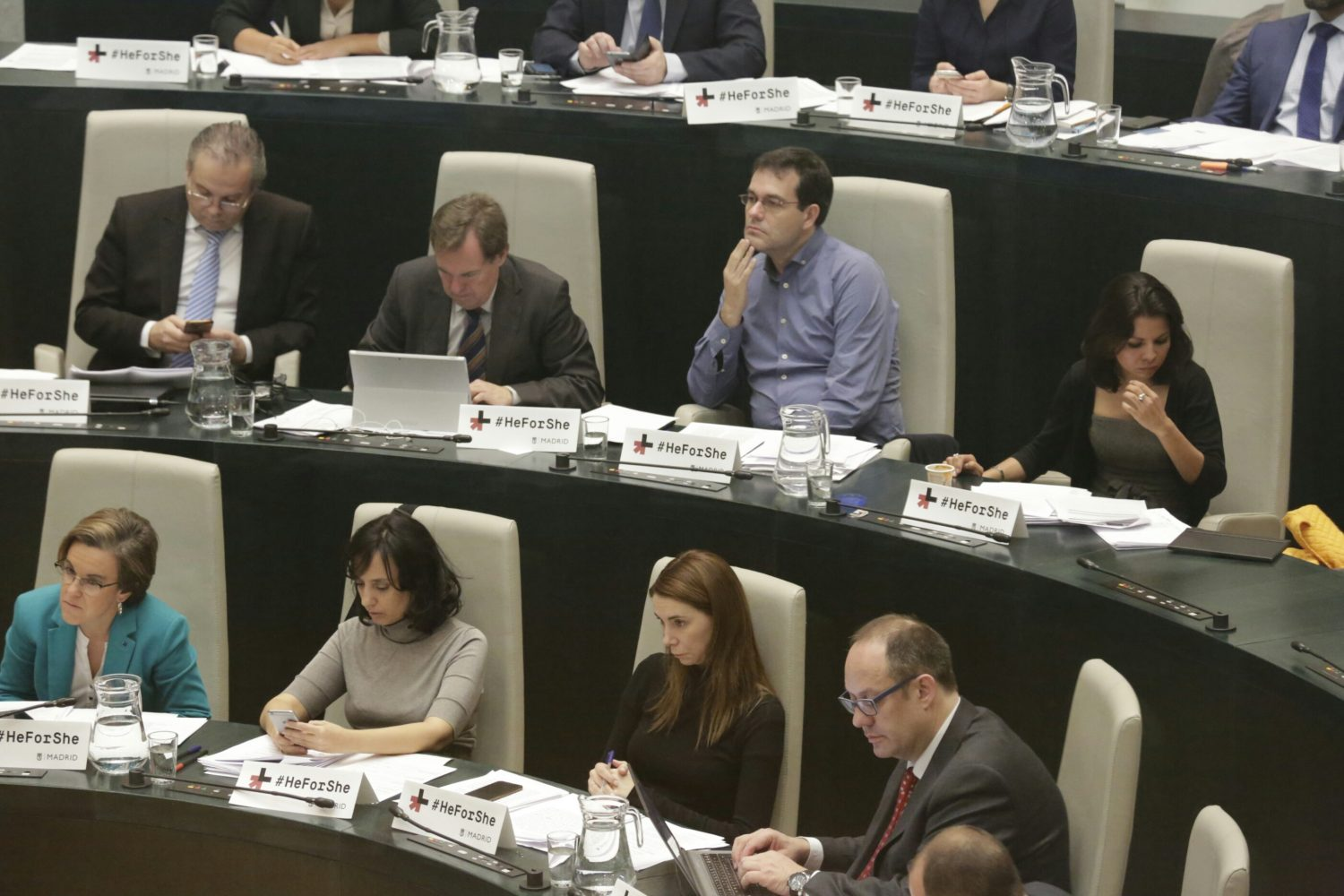
Флешмоб у міській раді Мадрида на підтримку кампанії

## Ініціатива «IMPACT 10x10x10»
ООН Жінки започаткувала ініціативу «HeForShe IMPACT 10x10x10» для пришвидшення поступу в досягненні гендерної рівності та захисту прав жінок, про що було оголошено 23 січня 2015 на Всесвітньому економічному форумі в Давосі. Ця ініціатива була однорічним пілотним проєктом щодо залучення урядів, корпорацій та університетів до впровадження змін всередині себе та щоб показувати приклад суспільству. Компанія була націлена на організації, які найбільше потребують змін в сторону досягнення гендерної рівності.
Виконавча директорка ООН Жінки і заступниця генерального секретаря Фумзіле Мламбо-Нгкука сказала про ініціативу: «HeForShe ілюструє новаторський підхід ООН до гендерної рівності. Ми знаємо, в яких місцях зміни даються найтяжче. Ініціатива «HeForShe IMPACT» докладає зусиль саме там, де це найбільше треба, та ставить в центр уваги людей, які можуть допомогти змінам статися. Чемпіони-засновники з промисловості та уряду прокладуть шлях для всіх інших, хто захоче приєднатись, використовуючи пілотну ініціативу для спрощення прийняття рішень щодо важливих та успішних дій. Зрештою, ми маємо залучити кожного, щоб перевернути Світ».
Ініціатива IMPACT 10x10x10 надає пріоритет в увазі органам влади та корпораціям, де гендерна нерівність є найсерйознішою, відповідно до Звіту Всесвітнього економічного форуму щодо глобальної гендерної рівності за 2014 рік. Цей звіт наголошує на великому розриві в політичних можливостях жінок та чоловіків і вказує на те, що з 2006 мало що в цьому плані покращилось. Університети були запрошені до участі в ініціативі, оскільки залучення молоді є однією із найбільших можливостей для пришвидшення прогресу в досягненні гендерної рівності.

## HeForShe в Україні
7 березня 2018 Анастасія Дивінська, представниця організації ООН Жінки в Україні, під час предпоказу фільму «Жінка у полоні», який відкрив XV Міжнародний фестиваль документального кіно про права людини «Docudays UA», заявила про запуск кампанії «HeForShe» в Україні. За день до цього вона розповіла в інтерв'ю, що першим етапом кампанії буде залучення до неї людей із сфери мистецтва, тобто музикантів, художників, дизайнерів тощо.
Наступним етапом стало залучення до кампанії осіб і організацій зі сфери спорту, зокрема, одразу було заявлено про співпрацю із Wizz Air Kyiv City Marathon. Також про свою підтримку заявили багато організацій та підприємств, зокрема Посольство Швеції в Україні, яке часто брало участь і в інших кампаніях із захисту прав жінок. Анастасія Дивінська назвала Дмитра Шурова, відомого під псевдонімом «Pianoбой», та його сина Лева, амбасадорів кампанії, одними із найактивніших учасників та пропагандистів «HeForShe».
7 березня 2018 року у Національному художньому музеї України відбувся запуск руху «HeForShe» в Україні, який зібрав понад 200 гостей: представників уряду та парламенту, громадянського суспільства, ЗМІ та мистецької спільноти. 7-8 березня три визначні пам'ятки Києва - Національний художній музей України, Парковий міст через Дніпро у Києві та один із найбільших торгових центрів Києва «Гуллівер» були підсвітлені маджентовим - брендовим кольором кампанії «HeForShe».
У 2018 році до руху «HeForShe» в Україні приєдналися:
- Компанія «Run Ukraine», організаторка найбільших бігових подій України.[16]
- Міжнародний фестиваль документального кіно в Україні «Docudays UA»[17]
- Український тиждень моди[18]
- Міністерство закордонних справ стало першою українською державною установою, яка офіційно долучилася до руху «HeForShe»[19]
- Національна Асамблея людей з інвалідністю України[20]

У 2019 році до руху «HeForShe» в Україні приєдналися:
- Український інститут[21], у партнерстві з яким було засновано премію «Women In Arts», що призначається жінкам за актуальні досягнення в українському мистецтві.[22]
- Urban Space 500[23]
- Одеський міжнародний кінофестиваль[24]
- Видавництво «Книголав»[25]

Офіційний статус адвокатів руху «HeForShe» в Україні у 2018 році отримали Дмитро Шуров, соліст проєкту «Pianoбой», та його син Лев, а також Сергій Кислиця, заступник Міністра закордонних справ України. У 2019 адвокатами «HeForShe» в Україні стали Роман Вінтонів (відомий під псевдонімом «Майкл Щур») та Ярослава Кравченко, ведучі програми #@)₴?$0.
HeForShe підтримало чимало відомих українців, зокрема Павло Клімкін, Дмитро Кулеба, Уляна Супрун, Антон Дробович, Тарас Тополя, Наталія Микольська, Ірина Данилевська, Іван Фролов, Світлана Бевза, Сергій Бабкін, Юрій Марченко, Алевтина Кахідзе, Лариса Денисенко, Марк Лівін, Олександр Тодорчук, Андрій Худо, Тамара Марценюк, Катерина Калитко, Олеся Островська, Оксана Забужко, Влада Ралко, Ірма Вітовська, Ніна Гаренецька та багато інших.
Також своїми публікаціями та спецпроєктами рух «HeForShe» в Україні підтримали українські медіа: НВ, Elle Ukraine, The Village Україна]], Cosmopolitan Ukraine, Платформа, Повага, Радіо Культура, Перший, Українська редакція Радіо Свобода, СТБ та інші. 
Станом на вересень 2021 року до руху «HeForShe» офіційно долучилися понад 3600 українців (за даними офіційного сайту). Такий показник кампанією маркується як "низька залученість", проте варто зважати на безпрецедентність участі України в подібній ініціативі.
Координаторкою руху «HeForShe» в Україні є Ольга Дячук. Рух «HeForShe» в Україні реалізується за фінансової підтримки уряду Швеції.